# Дніпропетровська область
48°30′ пн. ш. 34°54′ сх. д. / 48.5° пн. ш. 34.9° сх. д.
Дніпропетро́вська о́бласть (Дніпропетровщина) — область в Україні. Розташована у центральній, східній та південній частинах країни.
7 лютого 2019 року Верховна рада почала розгляд змін до Конституції щодо назви області. Більшістю у 240 голосів рекомендовано нову назву Січеславська. Щоб внести зміни до Конституції, необхідно рішення двох сесій Верховної ради.
Область було утворено 27 лютого 1932 року, коли ЦВК СРСР затвердив постанову IV сесії ВУЦВК від 9 лютого 1932 року про створення на території України п'яти областей.
Площа області становить 31,9 тис. км² (з 5,3 % площі території України це друга за територією в Україні область після Одеської). Населення — 3 300 309 осіб (на 1 червня 2013 року — тут живе 7,3 % населення держави, це друга за населенням область після Донецької). Центр області та найбільше місто — Дніпро. Інші великі міста: Кривий Ріг, Кам'янське, Нікополь, Павлоград, Самар.

## Історія
Заселення краю, як свідчать результати археологічних досліджень, розпочалося близько 100 тис. років тому. Уздовж берегів Дніпра і Самари (у межах Верхньодніпровського, Дніпровського, Солонянського, Павлоградського та Петропавлівського районів) існує близько 80 місць, де знайдені кременеві знаряддя праці, поселення епохи палеоліту.
Територія області густо заселяється в епоху бронзи (III — початок I тисячоліття до н. е.). У VIII столітті до н. е. в степові райони Дніпропетровщини зі сходу прийшли скіфські племена. У цей час виникають перші залізодобувні рудні Криворіжжя.
Надалі придніпровські степи бачили багато войовничих народів, серед яких:
- сармати
- готи
- гуни
- авари
- булгари
- угорці (які переселялися до Паннонії)
- хозари
- печеніги
- половці

У VI—VIII століттях на берегах Дніпра в межах області виникають перші оселі літописних слов'ян. У період Київської Русі (IX—XII століття н. е.) річкою Дніпро проходив один з головних торговельних маршрутів середньовічної Східної Європи «З варяг у греки», який поєднував Балтійські країни з Кримом та столицею Візантії — Константинополем. Також Дніпром йшли на візантійські прибережні міста і варязькі дружини з київськими князями на чолі. На теперішньому Монастирському острові у межах сучасного міста Дніпра згідно з легендою 880-х років існував візантійський монастир, де зупинялись правителі Русі Ольга та Володимир. Біля Дніпровських порогів печеніги вбили князя Святослава, який повертався з походу на Балкани. Також тут було місце збору загонів руських князів перед походом на схід, де згодом відбулася битва на річці Калка з полководцями Чингісхана в 1223 році.
Монгольська навала 1239–1242 років спустошила і Придніпров'я. 

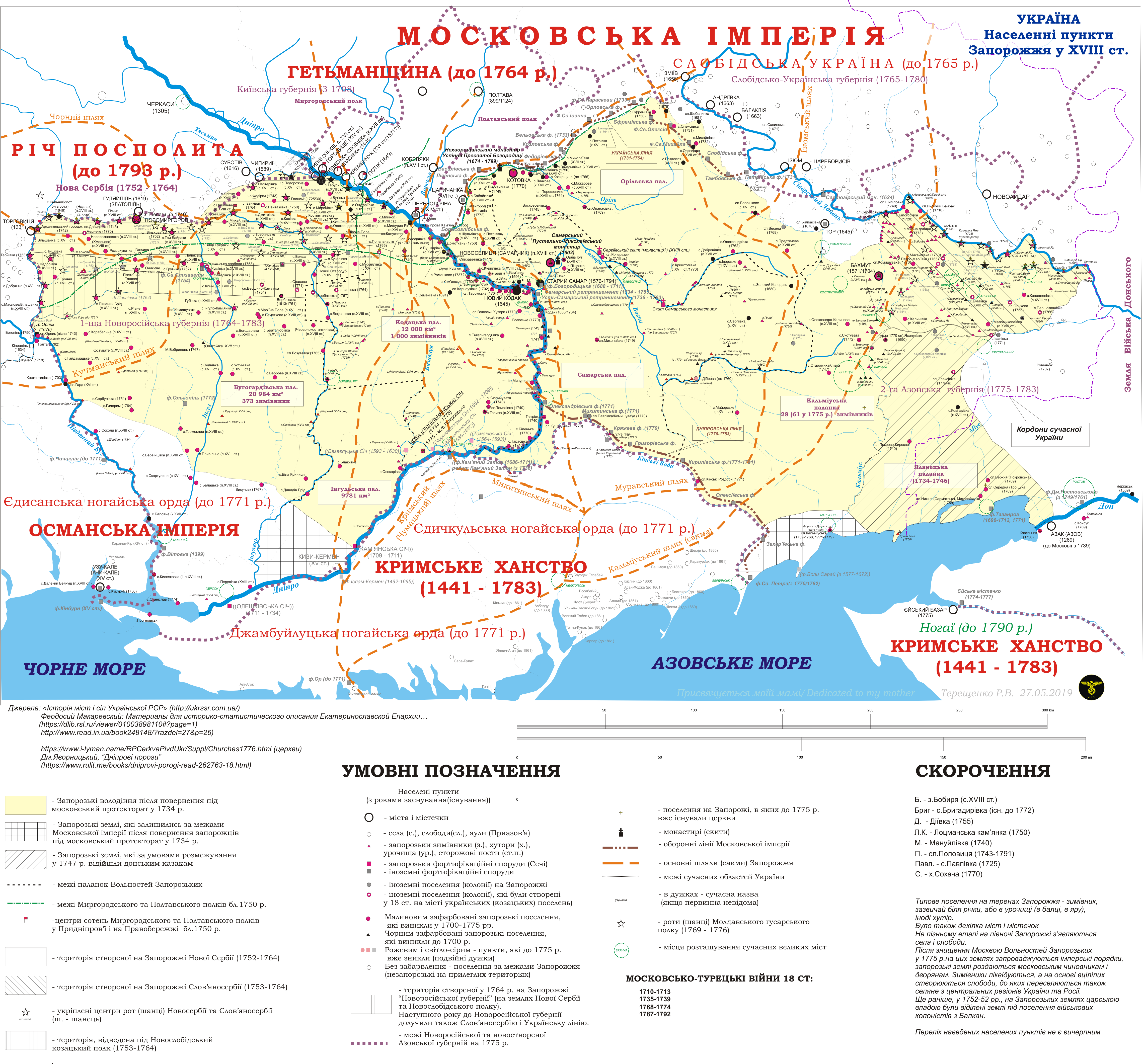
Поселення на Придніпров'ї за часів Запорозької Січі у 18 ст.

Нове заселення краю пов'язане з виникненням та розвитком козацтва, що сформувалося в XV–XVI століттях на цих землях, які стали кордоном між посталими Великим князівством Литовським та Кримським ханством. Територія Дніпропетровщини стала ядром земель Війська Запорозького. З восьми Запорозьких Січей п'ять були на території області. Дніпропетровці по праву пишаються тим, що саме тут виникла одна з перших у Європі демократичних республік, якою, по суті, була Запорозька Січ.
У 1775 році згідно з указом Катерини II про ліквідацію Січі землі запорізьких козаків були примусово передані до складу Новоросійської та Азовської губерній Російської імперії, а самі козаки з 1792 року (після чергової російсько-турецької війни) переселені на Кубань, де повинні були знов виконувати роль буфера між внутрішніми областями імперії та войовничими кавказцями.

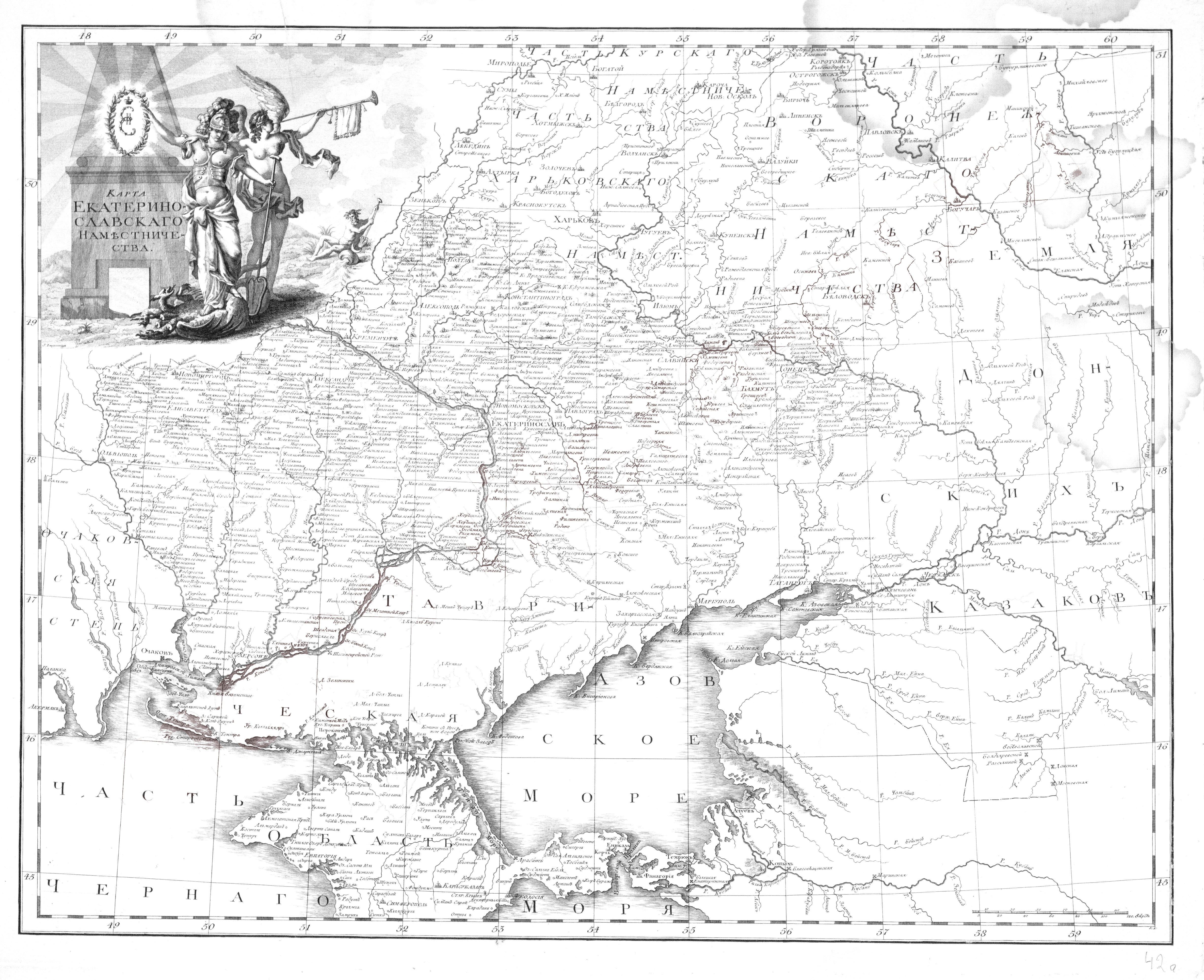
Карта Катеринославського намісництва

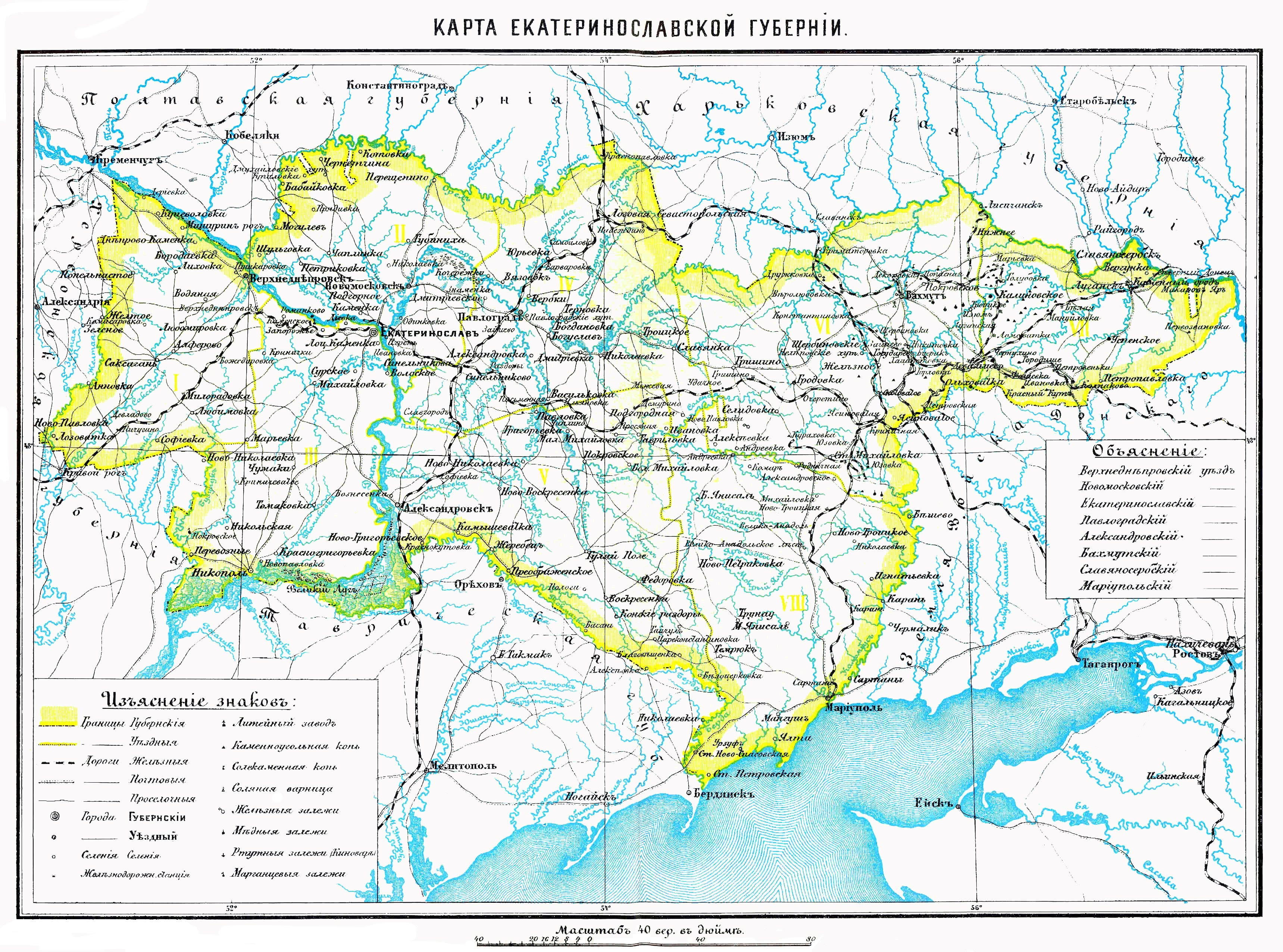
Картка Катеринославської губернії

Завдяки політиці різноманітних пільг населення краю почало швидко зростати та в 1793 році вже налічувало 819 тис. осіб. У жовтні 1802 року була створена Катеринославська губернія, до складу якої увійшла і територія сучасної Дніпропетровської області. У другій половині XVIII та XIX столітті поступово зростає промисловість і торгівля. У 1825 році на Катеринославщині було 38 підприємств, у 1832 році — 54, в 1854 році — 120 і в 1860 — 288. Після реформи 1861 року губернія швидко перетворилася на центр промисловості Півдня країни. Кількість населення різко зросла. Якщо в 1884 році в губернії мешкало 1400 тис. осіб, то в 1901 році — 2800 тис. осіб.
Після відкриття Олександром Полем та початком промислового видобутку залізної руди біля Кривого Рогу прискорилось будівництво залізниць, нових підприємств добувної, обробної та металургійної галузей промисловості. На початку XX століття Катеринославська губернія займала перше місце в Україні щодо концентрації промисловості. На 1 січня 1900 року тут діяло 8 металургійних заводів-велетнів, збудованих переважно іноземцями.
У роки громадянської війни територія губернії неодноразово переходила з одних рук до інших, тут діяли:
- більшовицькі загони (промисловий Катеринослав був одним із центрів комуністичного руху на півдні колишньої Російської імперії)
- загони УНР
- війська гетьмана Павла Скоропадського (1918)
- німецькі та австрійські окупаційні війська (1918)
- загони Нестора Махна
- загони армії Денікіна (1919)

Після Громадянської війни почалося відновлення краю. При цьому раніше пропонувалося перейменувати місто Дніпропетровськ у Січеслав на честь Запорозької Січі, у 1919 році цю назву запропонувало Катеринославське українське учительське товариство.
У 1923–1925 роках у зв'язку з адміністративною реформою Катеринославська губернія була поділена на 7 округ, у тому числі Катеринославську, Павлоградську, Криворізьку. У 1926 році Катеринославський округ об'єднано з Павлоградським у Дніпропетровський. 27 лютого 1932 року на базі 5 округів була утворена Дніпропетровська область. Пізніше, в 1938 та 1939 роках, частина її території увійшла до складу новостворених Запорізької, Миколаївської та Кіровоградської областей, після чого область набула сучасних меж.

### Хронологія історичних подій

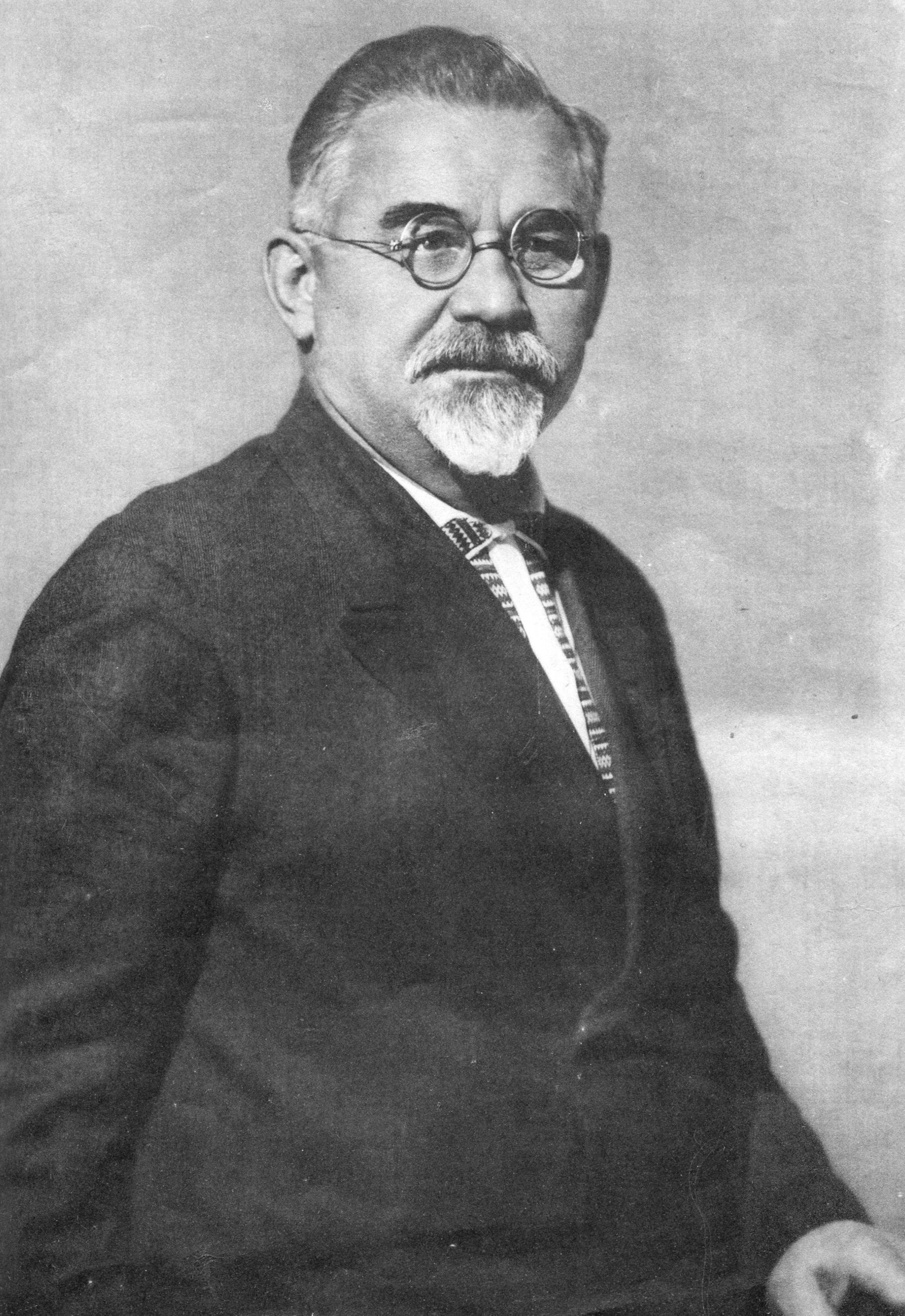
Григорій Петровський, радянський діяч, ім'я якого носив обласний центр за радянський часів і до 2016-го

- 300 000 — 10 000 р. до н. е. — датування стоянок первісних мисливців на території Дніпропетровської області (переважно на берегах Дніпра)
- Х—IX тис. до н. е. — Осокорівська палеолітична культура в Придніпров'ї.
- IX тис. до н. е. — Зимовниківська і Цариксько-Рогалицька мезолітичні культури в Придніпров'ї.
- VIII—VII тис. до н. е. — Курецька, Гребениківська і Донецька мезолітичні культури на території майбутньої Дніпропетровської області.
- VI—IV тис. до н. е. — Сурська протонеолітична культура на території Придніпров'я.
- V тис. до н. е. — на території області співіснують Сурська, Верьовкінська, Азово-Дніпровська і Києво-черкаська неолітичні культури.
- IV—III тис. до н. е. — на території області виявлені пам'ятки Нижньоданилівського типу, ямково-гребінцевої кераміки та Середньостогівської культури (ймовірно, пов'язаної з пра-індоєвропейцями), а також наступних за ними Деріївської, Квітянської, Нижньомихайлівської, Репінської, Животилівсько-Волчанської енеолітичних культур.
- III тис. до н. е. — на території області поширюються племена бронзової доби ямної та кемі-обінської культур.
- XX—XVI/XIII ст. до н. е. — на території області розповсюджуються племена катакомбної культурної спільноти, у тому числі Інгульської культури.
- XVII—XV ст. до н. е. — на території області мешкають племена культури багатовалікової (багатопружкової) кераміки.
- XVI—XII ст. до н. е. — на території області поширені представники племен зрубної культури.
- XIV—XII ст. до н. е. — на території області мешкають представники племен сабатинівської культури.
- XIII—X ст. до н. е. — на території Північного Причорномор'я панують представники білозерської та бондарихінської культур.
- IX—VII ст. — датування пам'яток кіммерійської й чорноліської (північ області) культур.
- VII—III ст. до н. е. — після вигнання кіммерійців Придніпров'я — один з основних центрів скіфської культури.
- III ст. до н. е. — III ст. н. е. — територія області — ареал розселення різноманітних сарматських племен; на крайньому півдні — пізньоскіфські поселення.
- III—IV ст. — правобережжя Дніпра під владою готів (черняхівська культура), на Лівобережжі — сарматські племена аланів.
- IV—V ст. — після розгрому готів у степах панують гуни, їх вторгнення і вигнання готів викликало Велике переселення народів
- V ст. — на території сучасної Полтавщини та прилеглих землях формується і розповсюджується навколо пеньківська культура(V—VII ст.), яку пов'язують з антами.
- VI ст. — вторгнення у Причорноморські степи зі сходу аварів, яких тіснили тюркські загони.
- VII ст. — степове Лівобережжя Дніпра під владою булгар (Велика Булгарія хана Кубрата 632—655 рр.)
- VIII—X ст. — землі Придніпров'я під владою Хозарського каганату.
- Х—XI ст. — землі Придніпров'я під владою печенігів.
- XI—XIII ст. — у степах Придніпров'я панують половці.
- 1242 — після походу татаро-монголів на чолі з Бату-ханом через південну Русь у Східну Європу у степах утворено монгольську державу Золота Орда, поділену на улуси. Межиріччя Дніпра і Дністра потрапило до улуса Куремси (1242—1258 рр.), а лівобережжя Дніпра — до улуса Мауці; територія області отримує назву «Дике Поле».
- XIV ст. — під тиском Великого князівства Литовського кордон з кочовиками відсунувся на південний схід за Дніпро і Самар, але степові південні землі Князівства залишались майже незаселеною окраїної.
- XV ст. — перші татарські набіги на руські землі ВКЛ і Московії; перша згадка про козаків (бій на Поділлі у 1489 р.); перший відомий похід козаків проти татар у 1492 р. з Києва уздовж Дніпра до Газикермена.
- XVI ст. — перші відомості про утворення козацької фортеці — запорозької січі нижче порогів Дніпра, початок заселення території області козаками. 1500 (або 1550) — перші відомості про козацьке містечко Самар у гирлі Самари. 1564 — відомі козацькі курені у Таромському. Томаківська січ (1564—1593). Люблінська унія 1569 р., за умовами якої українські землі Великого князівства Литовського, у тому числі запорожжя, після об'єднання з Польщею переходили до польської частини новоствореної Речі Посполитої.
- XVII ст. — Базавлуцька січ (1593—1638), Микитинська січ (1639—1652), Чортомлицька січ (1652—1709) на території майбутньої Дніпропетровщини, яка стає ядром запорозьких земель.
- 1600 — відомі богородицькі Хутори (тепер м. Підгороднє).
- 1604 — перша згадка про Царичанку.
- 1635 — будівництво польською владою фортеці Кодак над порогами.
- 1648 — Початок з Микитинської січі антипольського повстання Богдана Хмельницького 1648—1657 рр. Захоплення козаками Кодака. 6 травня 1648 — битва при Жовтих Водах — перша перемога повсталих козацьких загонів.
- 1650 (або 1660) — відомий Нові Кодаки.
- 1667 — Після закінчення повстання і московсько-польської війни 1564—1667 за умовами Андрусівського перемир'я запорожжя залишалось під спільним управлінням Речі Посполитої та Московії.
- 1672 — в Орловському Куті відомий Самарський Пустинно-Миколаївський монастир.
- 1686 — за умовами Вічного миру землі запорожців переходили під владу Московії.
- 1687, 1689 — невдалі 1-й і 2-й Кримські походи московсько-козацьких військ — пролягали у тому числі уздовж Дніпра через територію запорожжя.
- 1688 — будівництво першої на запорозьких землях московської колонії — богородицької Фортеці з посадом на місці старовинного козацького містечка Самар.
- 1709 — після поразки в ході Північної війни 1700—1721 рр. шведських військ Карла XII та козацьких загонів Гетьмана Івана Мазепи від московських військ під Полтавою останні знищили Чортомлицьку січ. Козаки, яким пощастило врятуватися, спорудили нову січ у турецьких володіннях у пониззі Дніпра.
- 1711 — Поразка російських військ на чолі з Петром I під час Прутського походу, внаслідок чого землі запорожців опинилися під турецьким протекторатом, а Московія знищила тут свої фортеці — зокрема богородицьку і Кодацьку.
- 1731–1735 — спорудження уздовж Орілі Української укріпленої лінії, під час будівництва якої загинули тисячі місцевих селян.
- 1734 — Лубенський договір про визнання запорожцями московського протекторату. Заснування нової Підпільнянської січі (1734—1775) поблизу сучасного с. Покровське. На місці Кривого Рогу відомий козацький зимівник.
- 1743 — утворення козацької слободи Половиця на місці центру сучасного Дніпра (існувала до 1795 р.)
- 1738 — виникнення запорозької слободи Карнаухівка (тепер у складі сучасного міста Кам'янське).
- 1750 — виникнення села Кам'янського (тепер — місто)
- 1764 — на північних кордонах земель запорозького війська Низового утворено Новоросійську губернію (складалась з військових поселень і полків московської армії, а також ліквідованих Нової Сербії та Слов'яносербії).
- 1770 — відставний запорожець, військовий старшина Матвій Хижняк збудував зимівник, який з 1784 отримав статус повітового міста Павлоград.
- 1775 — після російсько-турецької війни 1768—1774 рр. московські війська захопили та знищили запорозьку січ, частина козаків врятувалася у турецьких володіннях у дельті Дунаю; землі запорожців були включені до складу Новоросійської (на Правобережжі) і Азовської (на Лівобережжі) губерній. Відкрито новий поштовий тракт Кременчук — Очаків, а на ньому, зокрема, поштову станцію Кривий Ріг.
- 1776 — засноване губернське місто Катеринослав (у гирлі Кільчені, на Самарі).
- 1776–1783 — Катеринославщина у складі Новоросійської губернії Російської імперії.
- 30 березня 1783 — з Азовської та Новоросійської губерній утворене Катеринославське намісництво у складі (з 1784) 15-ти повітів.
- 1779 — початок будівництва фортеці та міста Слов'янськ (з 1782 — казенне містечко Нікополь).
- 1783 — губернське місто Катеринослав перенесено з Кільчені на пагорб на правому березі Дніпра біля козацької слободи Половиця; пізніше центр нового міста перемістився на місце цієї слободи.
- 12 грудня 1796 — на основі Катеринославського намісництва утворено Новоросійську губернію.
- 8 жовтня 1802 — Новоросійська губернія розділена на Катеринославську, Миколаївську (пізніше — Херсонську) і Таврійську.
- 1866 — Олександр Поль, проводячи археологічні дослідження балки Дубова, виявив виходи покладів багатої залізної руди.
- 1873 — побудовано залізничну гілку від Лозової до Олександрівська з відгалуженням від Синельникова до Катеринослава (Нижньодніпровська).
- 1881 — заснований перший на Криворіжжі Саксаганський рудник.
- 1884 — відкриття у Катеринославі мосту через Дніпро, залізничного вокзалу, пуск залізниці від Катеринослава до Долинської через Верхівцеве і Кривий Ріг.
- 1887 — став до ладу перший великий завод Катеринославщини — Олександрівський Південно-Російський металургійний завод («Петрівка»).
- 1897 — у Катеринославі відбувся пуск третього в імперії електричного трамвая.
- 7 листопада—28 грудня 1917 — губернія в складі УНР
- 28 грудня 1917—30 січня 1918 — у складі Української Радянської Народної Республіки.
- 30 січня—2 квітня 1918 — губернія у складі Донецько-Криворіжської Радянської Республіки.
- 2 квітня 1918 — окупація німецькими військами.

- 2—29 квітня 1918 — губернія у складі УНР
- 29 квітня—14 грудня 1918 — губернія у складі Української Держави гетьмана Павла Скоропадського
- 30 грудня 1918 — захоплення Катеринослава загонами Нестора Махна
- 2—26 січня 1919 — Катеринослав під владою Директорії УНР.
- 26 січня 1919 — захоплення Катеринослава радянськими військами під командуванням Павла Дибенка спільно з загонами Махна.
- 10 березня—29 червня 1919 — Катеринославська губернія в складі УРСР.
- 12 травня 1919 — захоплення Катеринослава військами отамана Григор'єва.
- 15 травня 1919 — захоплення Катеринослава військами Червоної армії.
- 29 червня 1919 — захоплення Катеринослава військами генерала Май-Маєвського.
- 16 липня—27 жовтня 1919 — губернія в складі УРСР.
- 27 жовтня 1919 — захоплення Катеринослава військами Махна.
- 30 грудня 1919 — захоплення Катеринослава військами Червоної армії, губернія входить до УРСР.
- 30 грудня 1922 — УРСР входить до СРСР.
- 7 березня 1923 — на території губернії утворено 6 округ: Бердянську, Запорізьку, Катеринославську, Криворізьку, Мелітопольську, Павлоградську.
- 1 серпня 1925 — ліквідовано Катеринославську губернію.
- 20 липня 1926 — Катеринославську і Павлоградську округи об'єднані в Дніпропетровську.
- 2 вересня 1930 — ліквідовано Дніпропетровськ округу.
- 27 лютого 1932 — утворено Дніпропетровську область.
- 1941–1944 — німецька окупація (область входила до складу Райхскомісаріату Україна — Генеральна округа Дніпропетровськ).
- 2016 — обласний центр перейменовано на Дніпро.
- У лютому 2018 року відбулися громадські слухання щодо перейменування Дніпропетровської області на Дніпровську.
- 27 квітня 2018 року група народних депутатів Верховної Ради України подала законопроєкт № 8329 про внесення змін до статті 133 Конституції України щодо перейменування Дніпропетровської області[4][5].

## Перейменування області
З 1991 року українська інтелігенція наголошувала, що територія нинішньої Дніпропетровської області нерозривно пов'язана з історією українського козацтва та його адміністративно-військових центрів-січей. Зокрема, на землях Дніпропетровщини упродовж XVI—XVIII століть існувало 5 із 8 запорозьких січей — Томаківська, Базавлуцька, Микитинська, Чортомлицька та Покровська, з якими тісно пов'язані процеси заселення степових теренів, формування українського етнічного простору та національно-визвольні змагання українського народу.
Зокрема, у Микитинській січі в січні 1648 року Богдана Хмельницького було обрано гетьманом війська запорозького. 6 березня 1918 року УНР провела адміністративно-територіальну реформу, за якою Катеринослав, Катеринославський повіт, частини Верхньодніпровського, Херсонського, Новомосковського та Олександрійського повітів увійшли до землі «Січ». Сама область давно в різних творчих і наукових середовищах зажила назви Січеславщина.
Вже у січні 2018 році задля сприяння виконання Закону про декомунізацію рух прибічників ініціативи зорганізувався в коаліцію громадських організацій «СічеславськаТАК», що об'єднала понад 50 громадських організацій з усієї області.
Громадськість влаштувала низку наукових круглих столів, дискусій та публічних заходів по містах та селищах краю. Активісти звертались до народних депутатів та керівників області з проханням всебічно підтримати ідею перейменування. Були проведені громадські обговорення по всій області, організовані історичні лекції та створено документальну кінострічку «Мандрівка у край затоплених січей».
Під час публічних обговорень ініціативу перейменування підтримали у багатьох громадах та містах області: у Дніпрі, Кривому Розі, Самарі, Верхньодніпровську, Верхівцевому, Павлограді, Підгородному, Марганці, Покрові, Нікополі, Кам'янському, Жовтих Водах, Синельникові, а також Криничанській, Солонянській, Петриківській, Межівській, Широківській, Томаківській, Покровській, Царичанській, Магдалинівській та інших територіальних громадах.
Також ідею перейменування області на Січеславську підтримали громадські ради при міській раді Дніпра та обласній державній адміністрації. Ініціатива з перейменування області знайшла підтримку в місцевих і загальнонаціональних наукових та академічних колах, зокрема її підтримав історик Українського інституту національної пам'яті Богдан Короленко, доктор історичних наук Павло Гай-Нижник, директор Українського інституту національної пам'яті Володимир В'ятрович, завідувач відділу Інституту української археографії та джерелознавства ім. Грушевського Віктор Брехуненко, Директор Науково-дослідного інституту українознавства Богдан Галайко, історики Ярослав Грицак, Андрій Гречило й місцеві історики. Окрім того, громадську ініціативу підтримали чимала кількість лідерів суспільної думки: співаки, музиканти, письменники, актори. Зокрема, письменники Сашко Лірник, Василь Шкляр, Юрій Гудименко, брати Капранови,, Антін Мухарський, Дмитро Корчинський, письменники Іван Малкович, Сергій Жадан, Оксана Забужко, актори Наталя Сумська, Ірма Вітовська, В'ячеслав Довженко, гурти Фіолет, ДахаБраха, Воплі Відоплясова, КозакСистем, ТНМК, Мандри, співак і бандурист Тарас Компаніченко, волонтерка Яна Зінкевич, письменник і журналіст Остап Дроздов та інші.
У квітні 2018 року нардеп Андрій Денисенко зареєстрував проєкт Закону про внесення змін до статті 133 Конституції України (щодо перейменування Дніпропетровської області на Січеславську), який успішно пройшов усі профільні комітети при Верховній раді.
Проєкт закону (№ 8329) підтримали своїми підписами 156 народних депутатів різних фракцій та груп і його внесли до порядку денного 20 вересня на голосування.
7 лютого 2019 року 240 нардепів підтримали перейменування Дніпропетровської області на Січеславську. Відповідний законопроєкт (№ 9310-1) направили до Конституційного Суду.
2 квітня 2019 Конституційний Суд України надав Висновок № 2-в/2019 у справі за конституційним зверненням Верховної Ради України про надання висновку щодо відповідності законопроєкту про внесення зміни до статті 133 Конституції України (щодо перейменування Дніпропетровської області) (реєстр. № 9310-1) вимогам статей 157 і 158 Конституції України. Цим Висновком Конституційний Суд України визнав законопроєкт 9310-1 про внесення зміни до статті 133 Конституції України (щодо перейменування Дніпропетровської області) таким, що відповідає вимогам статей 157 і 158 Конституції України.
Проте, вибори президента, а згодом і парламентські вибори поставили на «паузу» процес перейменування Дніпропетровщини. Також на ситуацію вплинула пандемія COVID-19 і російське вторгнення.

## Адміністративно-територіальний устрій (до 2020р.)

Адміністративна мапа області до 2020 року

### Загальна інформація
Адміністративний центр області — місто Дніпро.

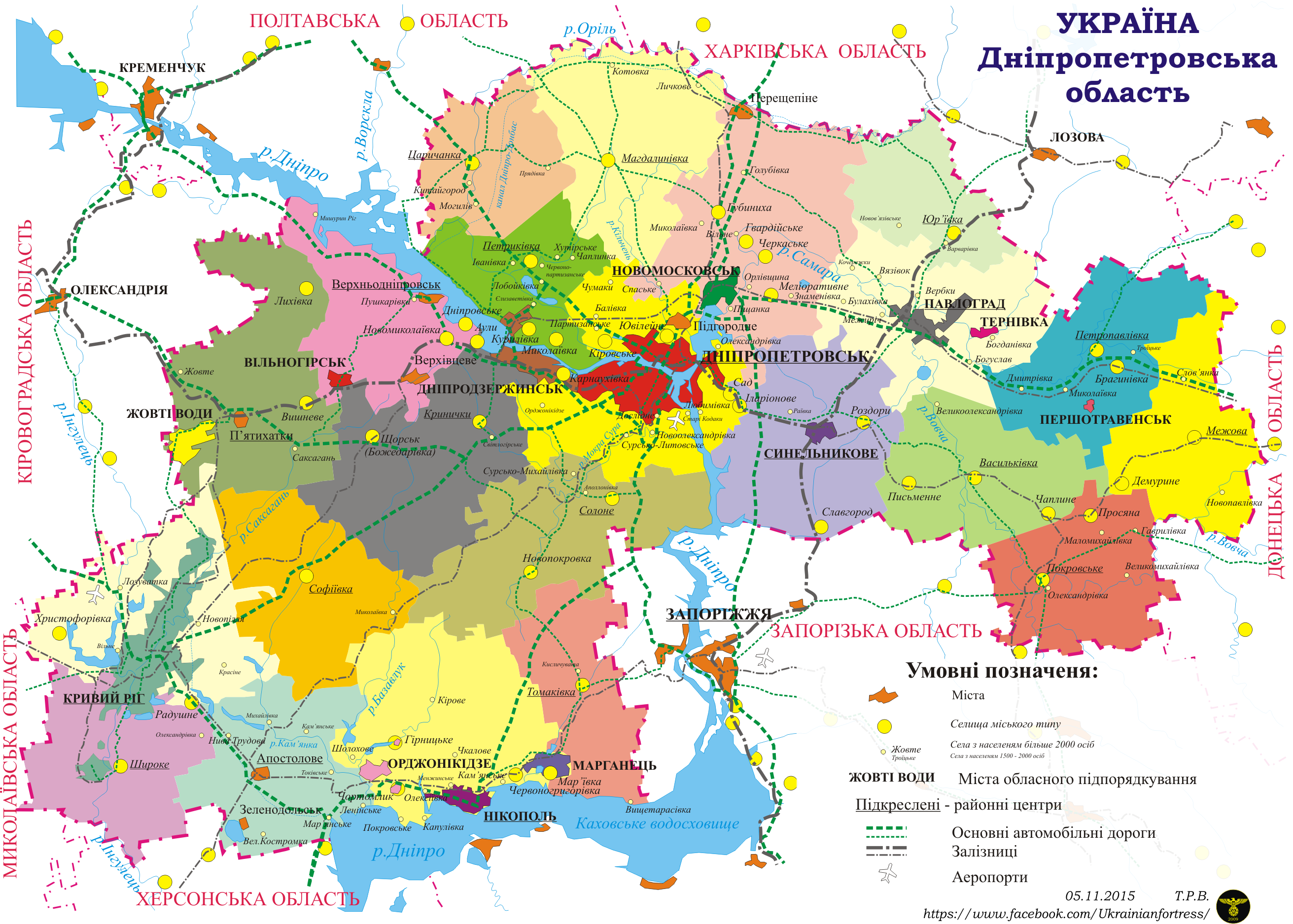
Карта області до 2020

У складі області:
- районів — 7;
- районів у містах — 18;
- населених пунктів — 1501, в тому числі:
  - міського типу — 66, в тому числі:
    - міст — 20, в тому числі:
      - міст обласного значення — 13;
      - міст районного значення — 7;

    - селищ міського типу — 46;

  - сільського типу — 1435, в тому числі:
    - сіл — 1372;
    - селищ — 63.

У системі місцевого самоврядування:
- районних рад — 22;
- районних рад у містах — 18;
- міських рад — 20;
- селищних рад — 40;
- сільських рад — 288.

### Райони

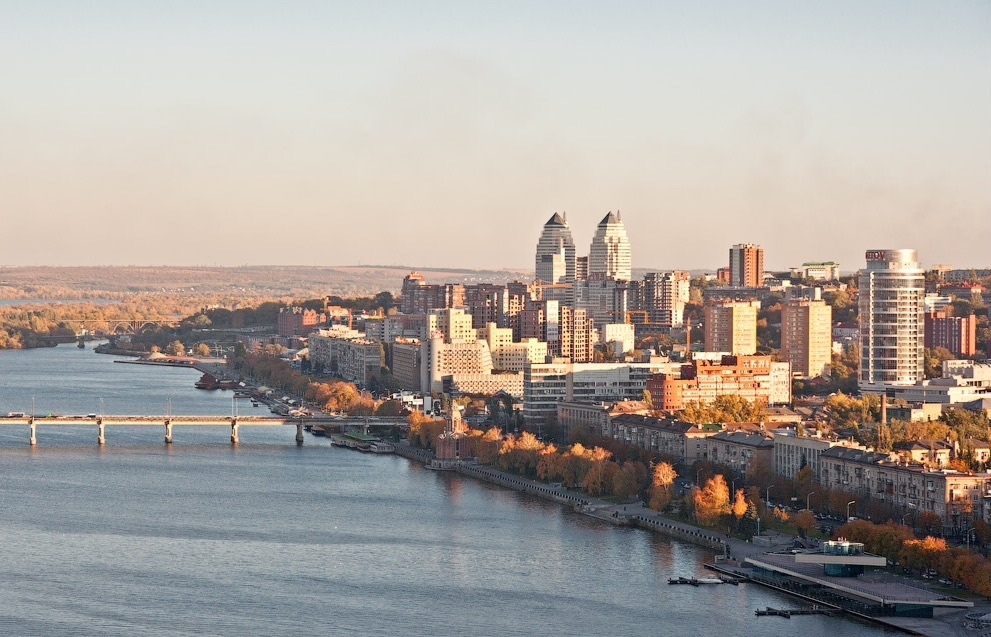
Дніпро

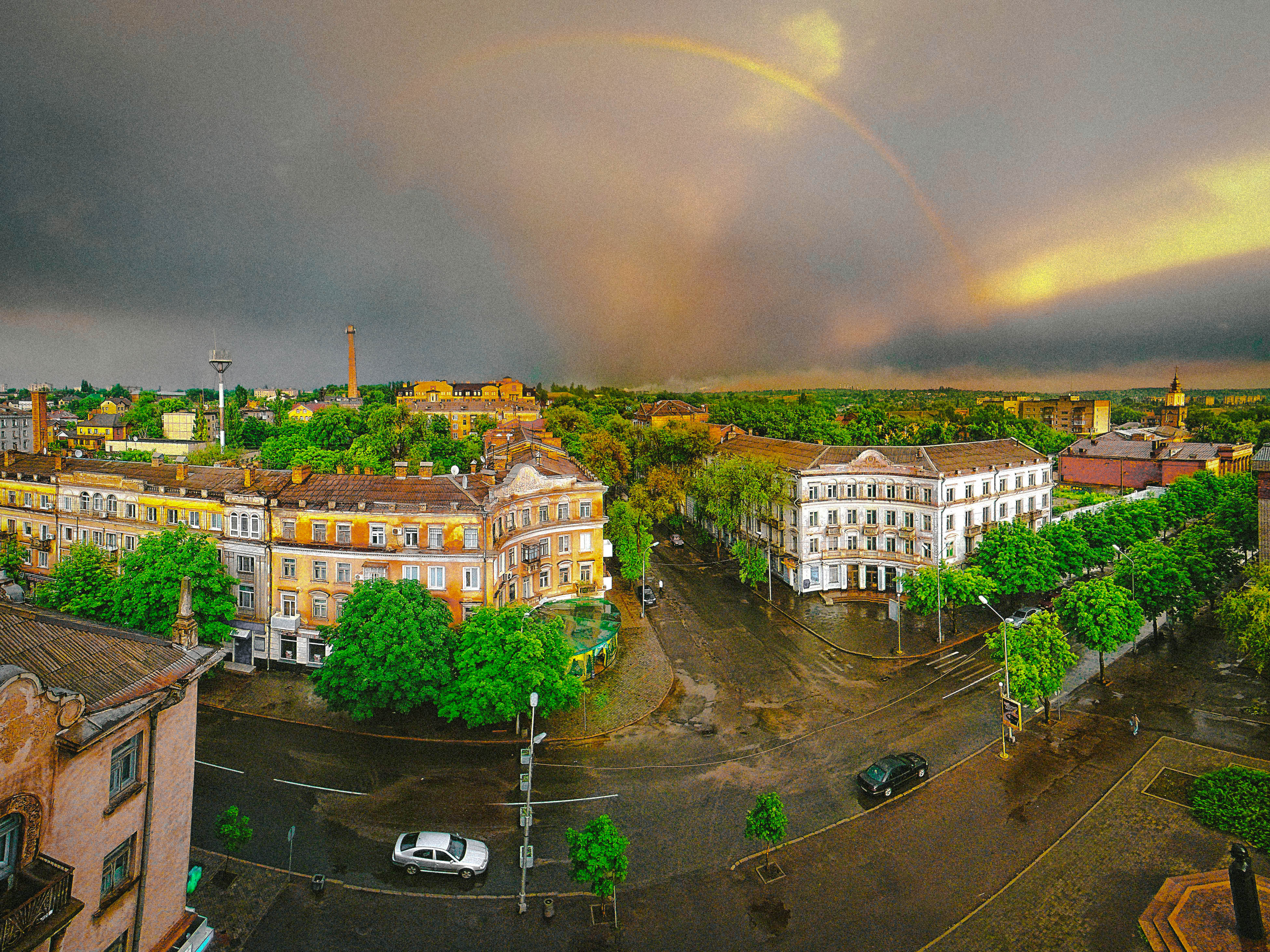
Кривий Ріг

| № | Район            | Адм. центр      | Адм. устрій |
| - | ---------------- | --------------- | ----------- |
| 1 | Дніпровський     | м. Дніпро       | Адм. устрій |
| 2 | Кам'янський      | м. Кам'янське   | Адм. устрій |
| 3 | Криворізький     | м. Кривий Ріг   | Адм. устрій |
| 4 | Нікопольський    | м. Нікополь     | Адм. устрій |
| 5 | Самарівський     | м. Самар        | Адм. устрій |
| 6 | Павлоградський   | м. Павлоград    | Адм. устрій |
| 7 | Синельниківський | м. Синельникове | Адм. устрій |

### Міста обласного значення
| - Вільногірськ - Дніпро - Жовті Води - Кам'янське - Кривий Ріг | - Марганець - Нікополь - Самар - Павлоград - Покров | - Шахтарське - Синельникове - Тернівка |

### Райони у містах
| №  | Район                   | Входження     |
| -- | ----------------------- | ------------- |
| 1  | Амур-Нижньодніпровський | м. Дніпро     |
| 2  | Індустріальний          | м. Дніпро     |
| 3  | Новокодацький           | м. Дніпро     |
| 4  | Самарський              | м. Дніпро     |
| 5  | Соборний                | м. Дніпро     |
| 6  | Центральний             | м. Дніпро     |
| 7  | Чечелівський            | м. Дніпро     |
| 8  | Шевченківський          | м. Дніпро     |
| 9  | Південний               | м. Кам'янське |
| 10 | Дніпровський            | м. Кам'янське |
| 11 | Заводський              | м. Кам'янське |
| 12 | Металургійний           | м. Кривий Ріг |
| 13 | Довгинцівський          | м. Кривий Ріг |
| 14 | Покровський             | м. Кривий Ріг |
| 15 | Інгулецький             | м. Кривий Ріг |
| 16 | Саксаганський           | м. Кривий Ріг |
| 17 | Тернівський             | м. Кривий Ріг |
| 18 | Центрально-Міський      | м. Кривий Ріг |

## Географія

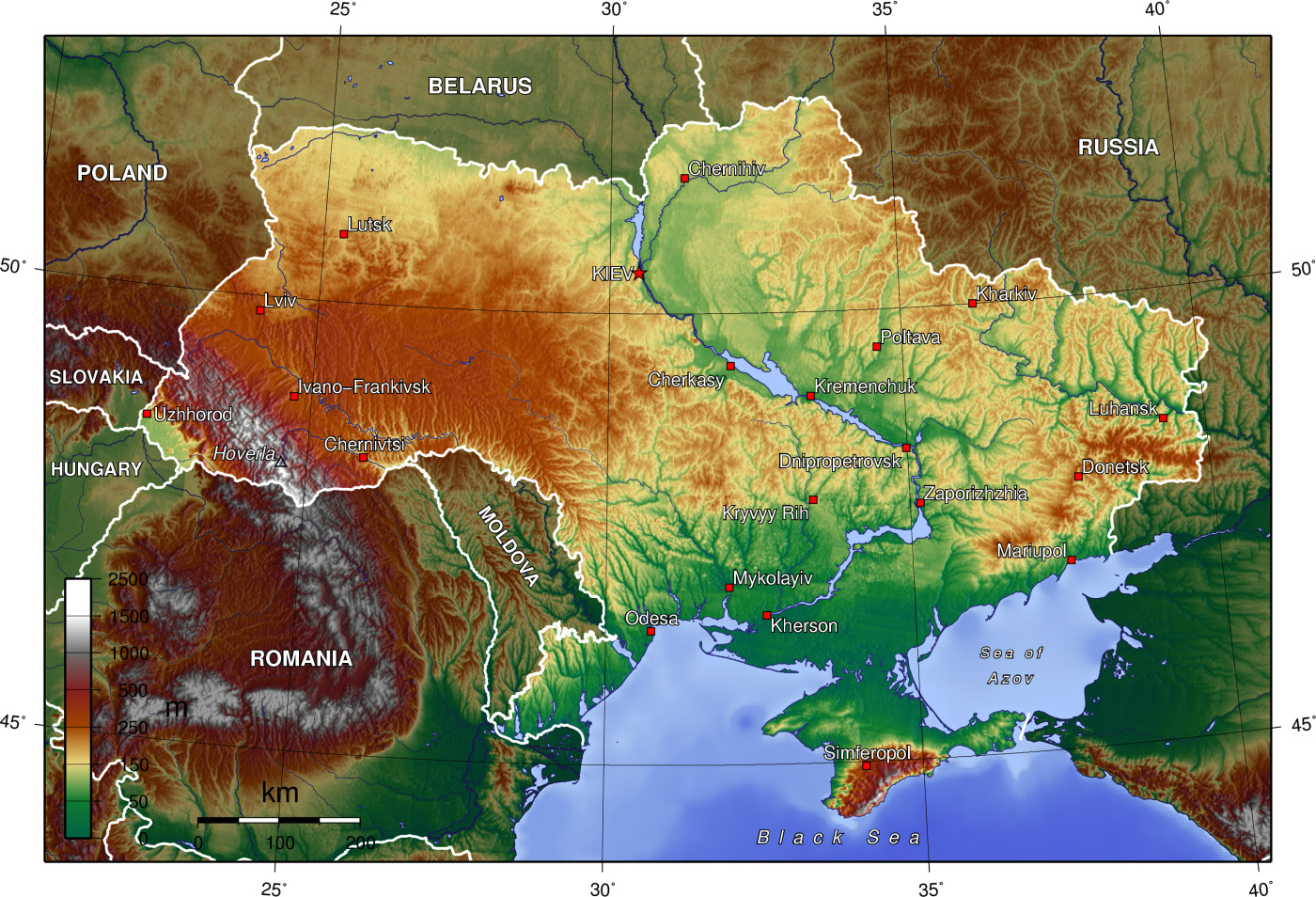
Фізична карта України

Протяжність області з півночі на південь — 130 км, із заходу на схід — 300 км. Межує на півночі з Полтавською і Харківською, на сході з Донецькою, на півдні із Запорізькою і Херсонською, на заході з Миколаївською і Кіровоградською областями України. Приблизно навпіл область поділяється на північно-східну і південно-західну частини річкою Дніпро.

### Історичні області
Дніпропетровську область часто називають Надпоріжжям, або Придніпров'ям. Географічно південна частина області належить до Запорожжя, на відміну від Надпоріжжя. До Надпоріжжя часто відносять лівобережні Присамар'я (Посамар'я) й Приорілля (Поорілля).
Захід області називають Криворіжжям, або Кривбасом, що належить до Інгулеччини.

### Рельєф

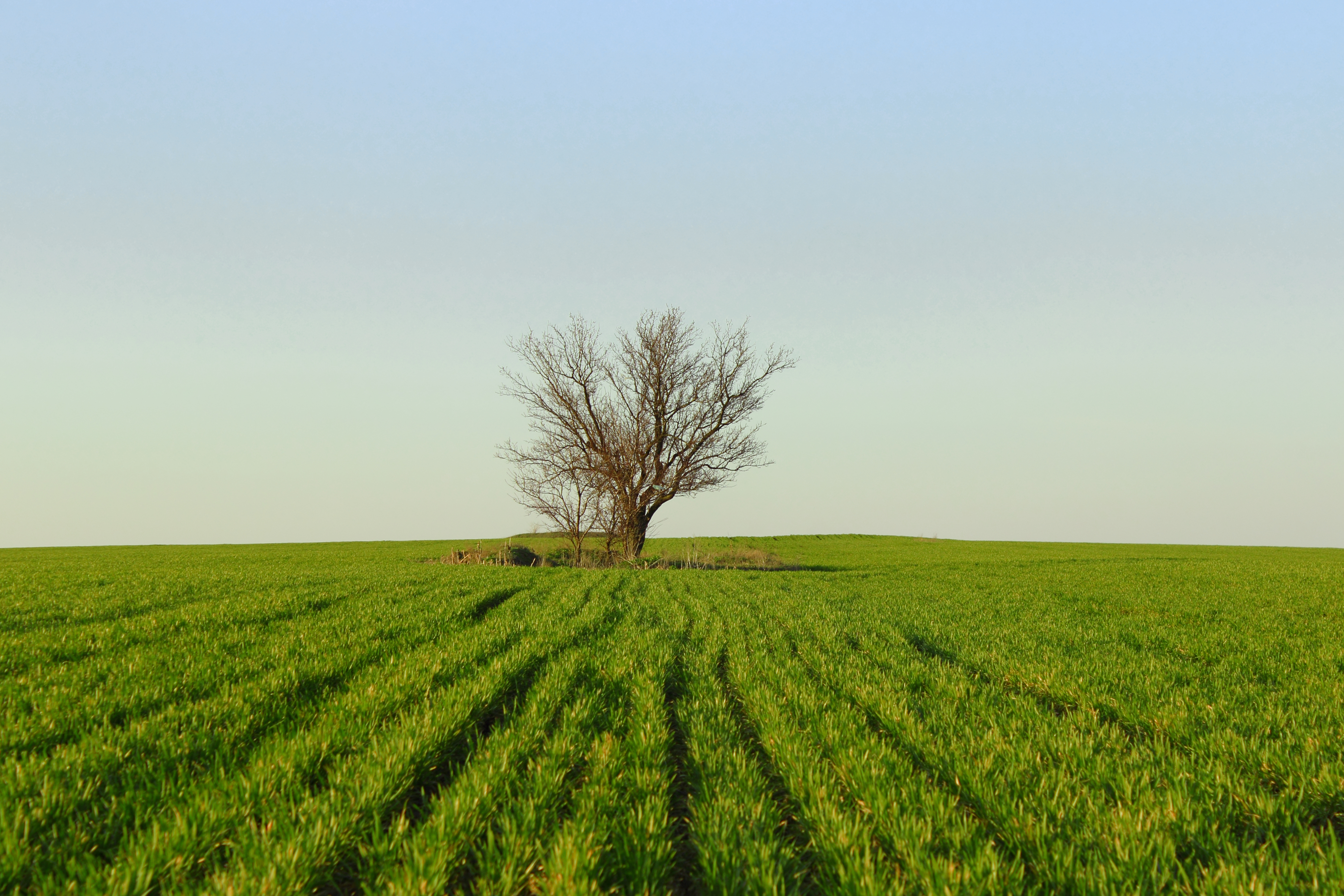
Отченашкові наділи

Рельєф області хвилясто-рівнинний (висоти 100—200 м). На північному заході знаходиться Придніпровська височина (висота до 192 м), яка поступово знижується в південно-східному напрямку та обривається до долини Дніпра крутим уступом. На крайньому півдні височина поступово переходить у Причорноморську низовину. Лівобережна частина області зайнята Придніпровською низовиною, на крайньому південному сході області простягається Приазовська височина. Територія області розчленована глибокими долинами річок, балками і ярами.

### Клімат
У цілому клімат є помірним, на півдні області переважає степовий клімат (аридний клімат). Пересічна температура січня від −2 до −5 °C, липня від +20 до +24 °C. Опадів 450—550 мм на рік.
Термін вегетаційного періоду — 210 днів.

### Гідрографія

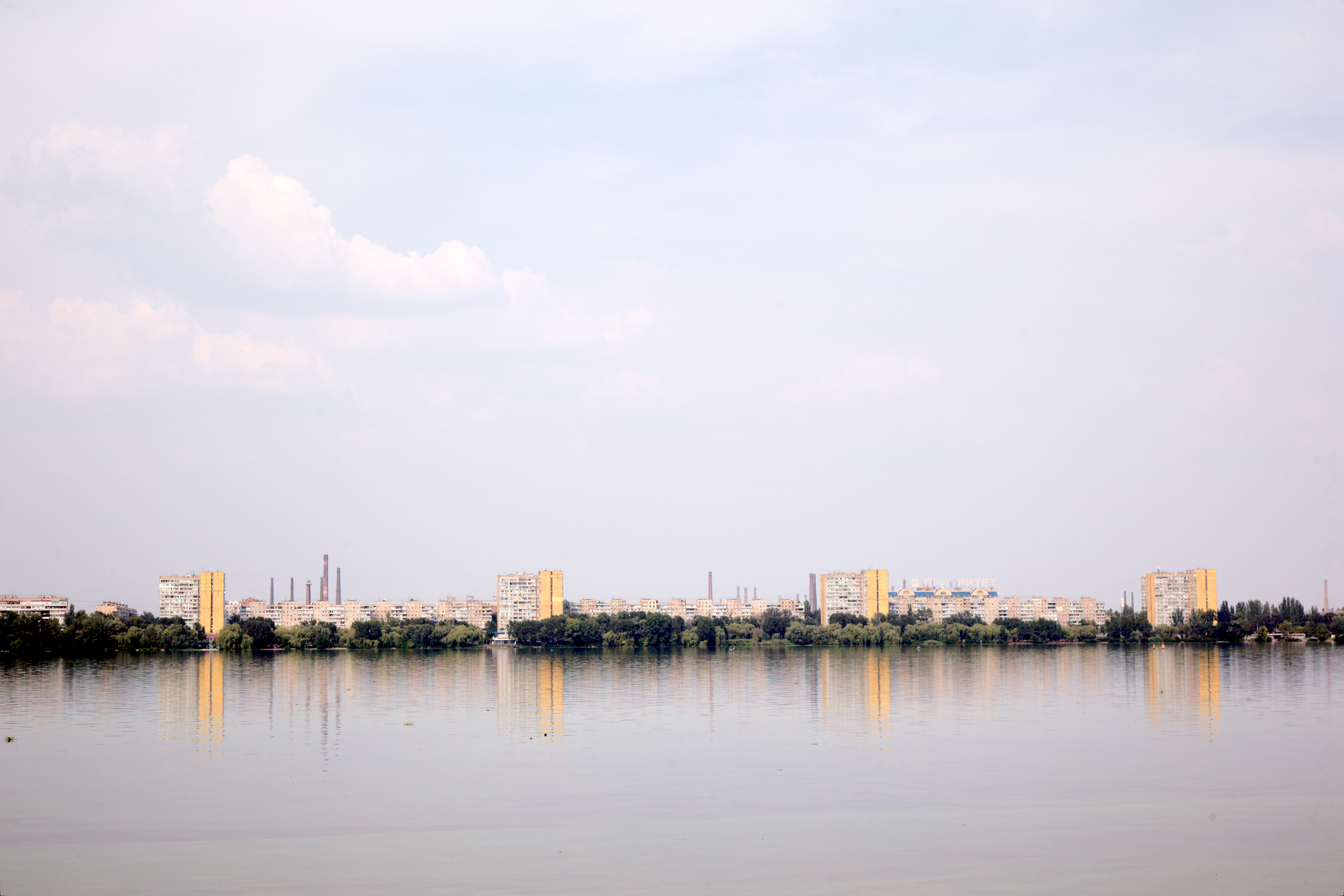
Річка Дніпро

В області протікають 217 річок, з них 55 довжиною понад 25 км. Головна водна артерія — річка Дніпро — перетинає область з північного заходу на південний схід. Його притоки — річки Оріль, Самара з Вовчою (ліві), Базавлук, Мокра Сура, Інгулець із Саксаганню. У межах області знаходяться частини Кам'янського, Дніпровського і Каховського водосховищ. Побудовано близько 100 невеликих водосховищ і 3292 ставки. На території області споруджено канал Дніпро — Кривий Ріг.
Докладніше: Річки Дніпропетровської області, Водосховища Дніпропетровської області, Стави Дніпропетровської області

### Природно-рекреаційний потенціал
Дніпропетровська область розташована у степовій зоні України; вздовж річок, по балкам зустрічаються ділянки лісів (близько 4 % території області), значна частина яких штучного походження. На території області зустрічається 144 види тварин, занесених до Червоної книги України. До Європейського Червоного списку відносяться 38 регіональних видів. Сучасна мережа природно-заповідного фонду області становить 116 об'єктів загальною площею 26 167 га, що становить 0,8 % від її площі.

### Геологія
Значна частина території Дніпропетровської області розташована в межах Українського щита і лише північні райони та крайня східна частина території розміщені на південно-східному борту Дніпровсько-Донецької западини.
В геологічній будові області беруть участь породи архею, протерозою, палеозою, мезозою і кайнозою.

### Корисні копалини
Див. також Корисні копалини Дніпропетровської області

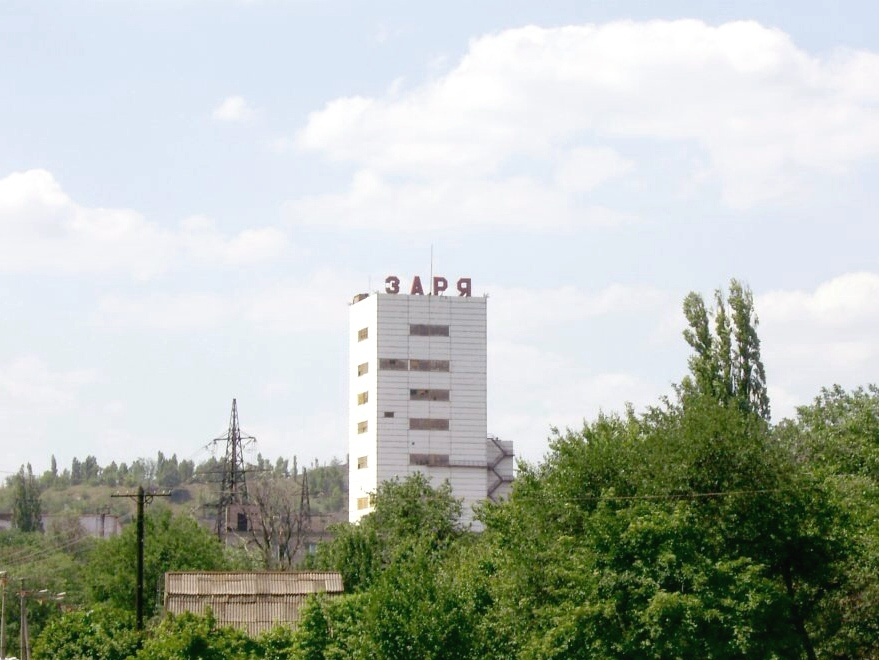
Шахта «Зоря» в Кривому Розі

Мінерально-сировинна база характеризується широкою різноманітністю видів і значними запасами деяких корисних копалин. В області виявлено близько 300 родовищ та значні запаси паливно-енергетичної сировини — вугілля, нафти, газу і газоконденсату, а також талько-магнезитової, каолінової, уранової, будівельної та ін.
Родовища залізної (Кривий Ріг) та марганцевої руди (м. Марганець та м. Покров) — світового значення.
У результаті геологорозвідувальних робіт виявлено золоторудні родовища в Солонянському та Нікопольському районах.

#### Родовища корисних копалин
- Кривбас
- Західний Донбас
- П'ятихатське родовище вогнетривких глин

## Демографія
Загальна кількість наявного населення Дніпропетровської області на 1 січня 2008 року становить 3398,4 тис.осіб, у тому числі міське населення — 2836,2 тис.осіб, сільське населення — 562,2 тис. осіб. Загальна кількість постійного населення становить 3395,1 тис. осіб.
| 2901,0                                 | 3639,4 | 3881,2 | 3899,4 | 3908,7 | 3918,6 | 3936,4 | 3923,7 | 3888,8 | 3848,3 | 3805,0 | 3758,7 | 3714,9 | 3662,6 | 3612,6 | 3567,6 | 3532,8 | 3502,9 | 3476,2 | 3447,2 | 3422,9 | 3398,4 | 3374,2 | 3355,5 | 3336,5 | 3320,3 | 3307,8 | 3292,4 | 3276,6 | 3254,9 | 3230,4 | 3231,1 | 3206,5 | 3176,7 | 3142,0 | 3096,5 |
| В період з 1962 по 2013 рік (тис. ос.) |        |        |        |        |        |        |        |        |        |        |        |        |        |        |        |        |        |        |        |        |        |        |        |        |        |        |        |        |        |        |        |        |        |        |        |

За результатами перепису населення 2001 р., кількість чоловіків становила 1643,3 тис., або 46 %, жінок — 1924,3 тис., або 54 %. На території області проживають представники понад 130 національностей і народностей.
| Національність | Кількість (тис. осіб) | %      | Національність      | Кількість (тис. осіб) | %      |
| -------------- | --------------------- | ------ | ------------------- | --------------------- | ------ |
| Українці       | 2825,8                | 79,3 % | Татари              | 3,8                   | 0,11 % |
| Росіяни        | 627,5                 | 17,6 % | Німці               | 3,8                   | 0,11 % |
| Білоруси       | 29,5                  | 0,8 %  | Грузини             | 2,8                   | 0,08 % |
| Євреї          | 13,7                  | 0,4 %  | Болгари             | 2,3                   | 0,06 % |
| Вірмени        | 10,6                  | 0,3 %  | Корейці             | 1,4                   | 0,04 % |
| Азербайджанці  | 5,6                   | 0,2 %  | Узбеки              | 1,4                   | 0,04 % |
| Молдовани      | 4,4                   | 0,12 % | Греки               | 1,1                   | 0,03 % |
| Цигани         | 4,1                   | 0,11 % | Інші національності | 15,6                  | 0,4 %  |

### Мовний склад населення
Українську мову вважають рідною 67 % населення області, російську визначили як рідну 32 % населення.  [Архівовано 31 липня 2017 у Wayback Machine.]
| №  | Райони та міста обласного значення | українська | російська | білоруська | вірменська |
| -- | ---------------------------------- | ---------- | --------- | ---------- | ---------- |
|    | Дніпропетровська область           | 67,0       | 31,9      | 0,2        | 0,2        |
| 1  | Дніпро (міськрада)                 | 46,5       | 52,5      | 0,1        | 0,2        |
| 2  | Вільногірськ                       | 81,4       | 18,3      | 0,3        | 0,0        |
| 3  | Кам'янське (міськрада)             | 65,5       | 33,8      | 0,2        | 0,2        |
| 4  | Жовті Води (міськрада)             | 77,1       | 20,9      | 0,1        | 0,1        |
| 5  | Кривий Ріг (міськрада)             | 71,4       | 27,2      | 0,2        | 0,1        |
| 6  | Марганець (міськрада)              | 72,2       | 26,7      | 0,2        | 0,5        |
| 7  | Нікополь                           | 56,0       | 42,7      | 0,1        | 0,1        |
| 8  | Самар                              | 80,9       | 18,5      | 0,1        | 0,1        |
| 9  | Покров (міськрада)                 | 67,7       | 31,7      | 0,2        | 0,1        |
| 10 | Павлоград                          | 59,2       | 39,8      | 0,1        | 0,1        |
| 11 | Першотравенськ                     | 40,2       | 58,9      | 0,2        | 0,1        |
| 12 | Синельникове                       | 78,0       | 20,2      | 0,1        | 0,1        |
| 13 | Тернівка (міськрада)               | 21,2       | 78,0      | 0,1        | 0,0        |
| 14 | Апостолівський район               | 86,6       | 12,6      | 0,4        | 0,1        |
| 15 | Васильківський район               | 94,5       | 4,6       | 0,2        | 0,2        |
| 16 | Верхньодніпровський район          | 90,0       | 9,2       | 0,2        | 0,1        |
| 17 | Дніпровський район                 | 80,7       | 18,3      | 0,2        | 0,1        |
| 18 | Криворізький район                 | 91,4       | 7,7       | 0,3        | 0,2        |
| 19 | Криничанський район                | 94,0       | 4,7       | 0,4        | 0,3        |
| 20 | Магдалинівський район              | 93,9       | 4,8       | 0,1        | 0,7        |
| 21 | Межівський район                   | 94,7       | 3,9       | 0,1        | 0,1        |
| 22 | Нікопольський район                | 89,7       | 9,8       | 0,2        | 0,1        |
| 23 | Новомосковський район              | 86,2       | 12,9      | 0,2        | 0,2        |
| 24 | Павлоградський район               | 76,0       | 23,4      | 0,1        | 0,2        |
| 25 | Петриківський район                | 95,5       | 4,0       | 0,1        | 0,2        |
| 26 | Петропавлівський район             | 91,4       | 8,0       | 0,1        | 0,3        |
| 27 | Покровський район                  | 95,3       | 4,2       | 0,1        | 0,2        |
| 28 | П'ятихатський район                | 92,3       | 6,3       | 0,2        | 0,4        |
| 29 | Синельниківський район             | 90,0       | 8,8       | 0,2        | 0,2        |
| 30 | Солонянський район                 | 92,7       | 6,4       | 0,2        | 0,2        |
| 31 | Софіївський район                  | 94,6       | 4,3       | 0,3        | 0,1        |
| 32 | Томаківський район                 | 92,8       | 6,6       | 0,3        | 0,1        |
| 33 | Царичанський район                 | 95,4       | 3,9       | 0,1        | 0,2        |
| 34 | Широківський район                 | 92,5       | 6,4       | 0,6        | 0,1        |
| 35 | Юр'ївський район                   | 92,8       | 6,0       | 0,2        | 0,1        |

### Найбільші населені пункти
(Курсивом позначені селища міського типу)

## Економіка
Завдяки значним покладам корисних копалин, потужній промисловій базі, розвинутому агропромисловому комплексу Дніпропетровська область займає одне з перших місць в Україні по рівню економічного розвитку, особливо у таких галузях, як гірничовидобувна і харчова промисловість, металургія, енергетика, рослинництво.
На Дніпропетровщині виробляється 100 % марганцевої та майже 80 % залізної руди, 64,1 % труб, 27,1 % металопрокату, 33,3 % чавуну, 42,6 % сталі, 20,1 % коксу, 17,3 % цементу, 20,0 % вугілля, 11,2 % азотних, мінеральних чи хімічних добрив, 13,7 % кислоти сірчаної, 7,3 % електродвигунів, 7,5 % свинини, 16,1 % ковбасних виробів, 7,6 % електроенергії.
Питома вага господарського комплексу області в загальнодержавних показниках за роки незалежності України відчутно зросла. Питома вага промислового виробництва збільшилась — з 14,5 до 18,4 відсотка, сільськогосподарського — з 5,4 до 5,8, іноземних інвестицій — з 5,4 до 15,3, експорту — з 14,1 до 14,7. Роздрібного товарообігу — з 7 до 7,9. Частка області в загальному обсязі інвестицій, фонду оплати праці стабільно знаходиться на рівні 8—10 відсотків.
Область має потужний промисловий потенціал. Він характеризується високим рівнем розвитку важкої індустрії. У регіоні діють понад 700 основних промислових підприємств двадцяти основних видів економічної діяльності, на яких працюють 354,3 тис. осіб. На Дніпропетровщині виробляється 18,4 % (майже 205 млрд грн) усієї реалізованої промислової продукції України. За цим показником область посідає друге місце по Україні. Основа промисловості області — металургія. На підприємствах цього виду діяльності зайнято 94,2 тис. осіб. Обсяги реалізованої продукції складають 33,7 % від загального обсягу по області. В області виробляється 64,1 % труб, 27,1 % прокату, 33,3 % чавуну, 42,6 % сталі, 20,1 % коксу від загального обсягу по Україні. Більша частина продукції сертифікована і відповідає світовому рівню якості. Продукція трубопрокатних підприємств області експортується у 70 країн світу.
Область входить до числа провідних експортерів та займає друге місце за обсягами експорту серед областей України. На область припадало 14,7 % експортних товарних операцій України. Товарна структура експорту обумовлена промисловим потенціалом області. Основу товарної структури складали чорні метали (37,5 % загального обсягу експорту товарів), мінеральні продукти (22,6 %), вироби з чорних металів (14,3 %), транспортні засоби (10,1 %), продукція хімічної промисловості (2,4 %).

## Злочинність
Рівень злочинності за 2012 рік на 10 тис. населення складає 123,7 злочинів, з них 45,0 тяжких та особливо тяжких.

## Обласна влада

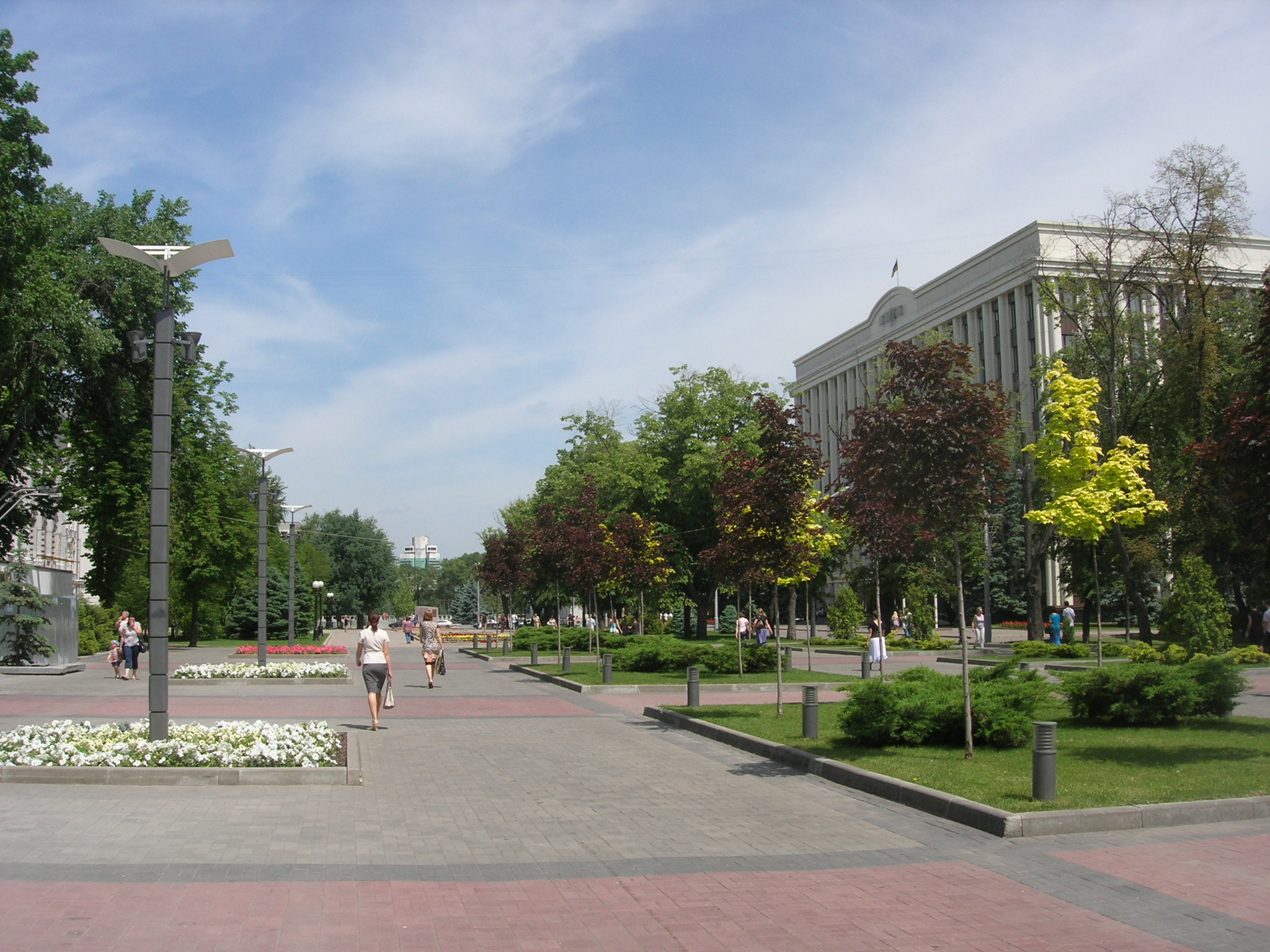
Дніпропетровська обласна державна адміністрація

### Фракції Дніпропетровської обласної ради
Станом на кінець 2020 року:
| № | Партія                                                            | Місць |
| - | ----------------------------------------------------------------- | ----- |
| 1 | ФРАКЦІЯ «СЛУГА НАРОДУ»                                            | 30    |
| 2 | ФРАКЦІЯ ПОЛІТИЧНОЇ ПАРТІЇ «ОПОЗИЦІЙНА ПЛАТФОРМА — ЗА ЖИТТЯ»       | 27    |
| 3 | ФРАКЦІЯ ПОЛІТИЧНОЇ ПАРТІЇ «ПРОПОЗИЦІЯ»                            | 17    |
| 4 | ФРАКЦІЯ ПОЛІТИЧНОЇ ПАРТІЇ «БЛОК ВІЛКУЛА „УКРАЇНСЬКА ПЕРСПЕКТИВА“» | 16    |
| 5 | ФРАКЦІЯ «ЄС»                                                      | 13    |
| 6 | ФРАКЦІЯ ПОЛІТИЧНОЇ ПАРТІЇ «ГРОМАДСЬКА СИЛА»                       | 9     |
| 7 | ФРАКЦІЯ «БАТЬКІВЩИНА»                                             | 8     |

## Освіта і наука
Детальніше Вищі навчальні заклади Дніпропетровської області
- Дніпропетровський державний університет внутрішніх справ
- Дніпровський національний університет імені Олеся Гончара
- Дніпропетровський державний аграрно-економічний університет
- Дніпропетровський національний університет залізничного транспорту
- Університет імені Альфреда Нобеля
- Національна металургійна академія України
- Дніпровська політехніка (Національний гірничий університет)
- Придніпровська державна академія будівництва та архітектури
- Український державний хіміко-технологічний університет
- Криворізький державний педагогічний університет
- Криворізький національний університет
- Дніпровський державний технічний університет

## Культура

### Петриківський розпис

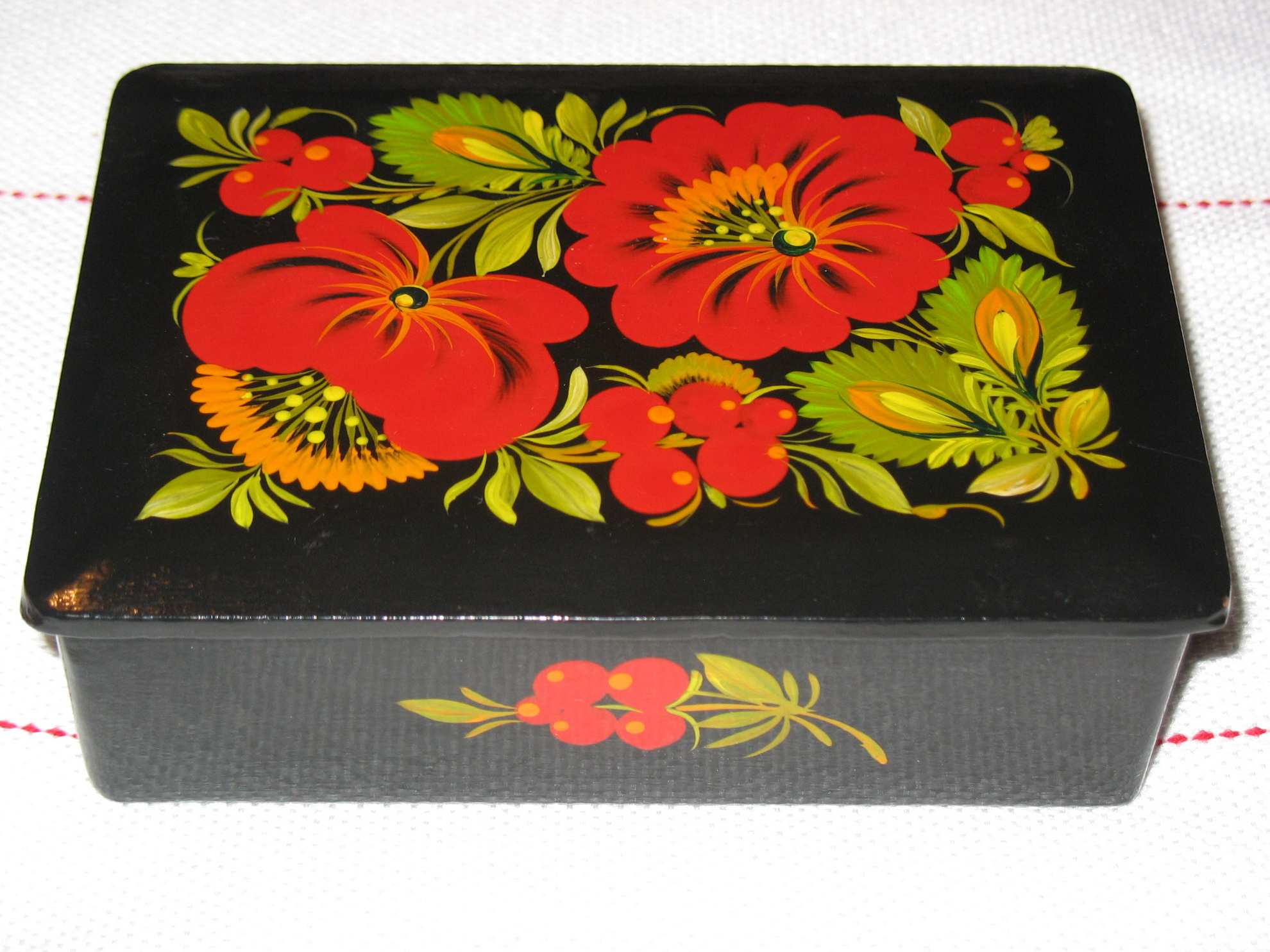
Петриківський розпис. Скринька. 1980-ті

Петрикі́вський ро́зпис, або «петрикі́вка» — українське декоративно-орнаментальне народне малярство, яке сформувалося на Дніпропетровщині в селищі Петриківка, звідки й походить назва цього виду мистецтва. Побутові речі із візерунками в стилі петриківського розпису збереглися з XVII століття.
2012 року Міністерство культури визначило петриківський розпис об'єктом (елементом) нематеріальної культурної спадщини України. 5 грудня 2013 року Петриківський розпис було включено до Репрезентативного списку нематеріальної культурної спадщини людства ЮНЕСКО.
Відома техніка малювання перетворилася на бренд. Наприкінці січня 2013 року створили логотип «Петриківка». Його безкоштовно передали майстрам селища, аби вони могли доводити покупцям автентичність своєї продукції.

## Засоби масової інформації
Станом на 2013 рік на Дніпропетровщині було зареєстроване 1241 періодичне видання (у 2008 р. — близько 900), з яких більше 1 000 — газети. Підписатися можна на 92 суспільно-політичних видання. Серед 45 газет комунальної форми власності 9 мають своє вебпредставництво.
Точок реалізації преси налічувалося 596 (у 2008 році — близько 1200). 35 інтернет-видань й інформагентств представлені в обласному центрі та великих містах.
Інтернетом у 2013 році жителі області користувалися передусім для спілкування в соцмережах. Друге місце займало використання електронної пошти. Відвідування інформаційних сайтів знаходилося на 5 місці — Інтернет не був головним джерелом інформації для дніпропетровців. За охопленням аудиторії, як і раніше, попереду було телебачення. Преса та інтернет-видання мали приблизно однакову кількість читачів.

### Телеканали

#### Регіональні
- 11 канал
- Дніпро TV
- Суспільне Дніпро
- 9 канал
- Відкритий
- D1
- IPT (Дніпро)

#### Місцеві
- Nobel TV (Дніпро)
- Рудана (Кривий Ріг)
- МСТ (Марганець)
- Жовта річка (Жовті води)
- ПТРК (Павлоград)
- Перший Міський (Кривий Ріг)

### Радіостанції
- ПТРК (Павлоград)
- «Город FM» (Кривий Ріг)
- «Город FM» (Дніпро)
- Радіо Кривбас (Кривий Ріг)
- Радіо Ностальжі (Нікополь)
- «Європа+ Дніпро» (Дніпро)
- «Інформатор FM» (Дніпро, Нікополь)
- «Самара» (Павлоград)